# Tigava
Veja Leistarcha scitissimella para a espécie de mariposa também conhecida como Tigava scitissimella
Tigava foi uma antiga cidade e bispado (Diocese) Romano - Berbere na África Romana, que continua sendo uma Sé titular católica latina.
Corresponde à localidade moderna de El-Kherba na Argélia .

## História
A cidade de Tigava foi uma das muitas na província romana da Mauritânia Cesariense que foram importantes o suficiente para se tornarem sufragâneas do Arcebispado Metropolitano em sua capital Cesareia Mauritânia (atual Cherchell), mas, como a maioria de tais dioceses, desapareceu.
São Tipásio é um santo católico, veterano da guarnição romana, que viveu nesse lugar.

## Sé titular
A diocese de Tigava está incluída na lista dos bispados titulares da Igreja Católica  desde que foi restaurada nominalmente em 1933, sob o pontificado de Pio XI.
Essa diocese, desde sua restauração, teve os seguintes bispos titulares : 
- Basile Tanghe, Franciscanos Capuchinhos (OFM Cap.) (1935.01.28 – morte 1947.12.16) como primeiro Vigário Apostólico de Ubangui Belga ( Congo-Kinshasa, então Belga; agora Diocese de Molegbe) (1935.01.28 – 1947.12.16), anteriormente último Prefeito Apostólico de Ubangui Belga (1931.10.16 – 1935.01.28)
- Alfonse Bossart, Missionário Oblato de Maria Imaculada (OMI) (12.02.1948 – falecimento 03.03.1963) como primeiro Vigário Apostólico de Ipamu (Congo-Kinshasa; agora diocese de Idiofa) (12.02.1948 – 1957) e emérito; anteriormente último Prefeito Apostólico de Ipamu (1937.06.11 – 1948.02.12)
- John Louis Morkovsky (1963.04.16 – 1975.04.22) como Bispo Coadjutor de Galveston–Houston ( Texas, EUA) (1963.04.16 – 1975.04.22), sucedeu como Bispo de Galveston–Houston (1975.04.22 – aposentou-se em 1984.08.21); anteriormente Bispo Titular de Hieron (1955.12.22 – 1958.08.18) como Bispo Auxiliar de Amarillo (Texas, EUA) (1955.12.22 – 1958.08.18), sucedendo como Bispo de Amarillo (1958.08.18 – 1963.04.16); morreu em 1990
- Bernhard Rieger (1984.12.20 – morte 2013.04.10) como Bispo Auxiliar de Rottenburg–Stuttgart ( Alemanha ) (1984.12.20 – 1996.07.31) e emeritado
- Leomar Antônio Brustolin (2015.01.07 – 2021.06.02) como Bispo Auxiliar de Porto Alegre ( Brasil )
- Hiansen Vieira Franco (2025 - atualmente) como Bispo Auxiliar da Arquidiocese de São Sebastião do Rio de Janeiro.